# Palazzo del Circolo della Stampa
Der Palazzo del Circolo della Stampa (dt.: Palast des Presseclubs) ist ein Palast aus den 1940er-Jahren im Viertel Chiaia von Neapel in der italienischen Region Kampanien. Er liegt im Park Villa Comunale.

## Geschichte und Beschreibung
Der Palast wurde von den Architekten Luigi Cosenza und Marcello Canino 1948 projektiert und stellt eines der interessantesten Bauwerke des italienischen Rationalismus in der Nachkriegszeit dar.
Es handelt sich um einen niedrigen Baukörper mit verglaster Wand zur Meerseite hin; darüber befindet sich eine kleine Terrasse mit Brise Soleil aus Holz. Die Außenverkleidungen sind durch das Weiß des Anstriches und die Steine der äußeren Mauern, versteckt zwischen den Bäumen und Sträuchern der umgebenden Grünanlage.
Im nicht allzu großen Inneren gibt es auch eine Mensa, eine Küche und ein Saal mit doppelter Raumhöhe, von dem aus man auf das Meer blicken kann; auf der Nordseite befinden sich die Serviceräume und an der Ostseite kleine Zimmer. Darüber hinaus gibt es zwei Terrassen.
Mitte der 1990er-Jahre wurde das Gebäude wegen Zahlungsunfähigkeit des Zirkels geschlossen. Vorbehaltlich eines Gebäudesanierungsprogramms, das seit einigen Jahren auf Eis liegt, wurde die Nutzung des Gebäudes eingestellt und es befindet sich in schlechtem Erhaltungszustand. 2015 wurde eine Übereinkunft zwischen der Stadtverwaltung und der zoologischen Station Anton Dohrn getroffen, die vorsieht, dass das Gebäude der wissenschaftlichen Vereinigung leihweise überlassen und in eine Bibliothek und ein Meeresmuseum umgewandelt wird.